# Philipp Schumann
Philipp Schumann (* 2. Mai 1993 in Gießen) ist ein deutscher Volleyballspieler. Der Diagonalangreifer spielte von 2019 bis 2021 für die SWD Powervolleys Düren, mit denen er 2020 das Pokalfinale erreichte.

## Karriere
Schumann begann seine Karriere als 15-Jähriger beim TV 05 Waldgirmes. Mit dem Verein spielte er 2014/15 eine Saison in der Zweiten Bundesliga Süd. 2016 wechselte der Diagonalangreifer zum Zweitligisten TG 1862 Rüsselsheim. Er trainierte auch mit der Erstliga-Mannschaft der United Volleys Frankfurt. 2019 wurde er vom Bundesligisten SWD Powervolleys Düren verpflichtet. Im DVV-Pokal 2019/20 kam Schumann mit den SWD Powervolleys ins Finale, das die Mannschaft gegen die Berlin Recycling Volleys verlor. Als die Bundesliga-Saison kurz vor den Playoffs abgebrochen wurde, stand Düren auf dem sechsten Tabellenplatz. Auch in der Saison 2020/21 spielt Schumann für Düren. In der Saison 2020/21 unterlagen die SWD Powervolleys im Playoff-Halbfinale gegen Berlin und wurden Dritter. Danach wechselte Schumann zum Ligakonkurrenten TSV Haching München. Da der TSV Haching München außer Konkurrenz in der Liga spielte und nicht an der Zwischenrunde teilnahm, spielte Schumann Januar bis April 2022 bei den WWK Volleys Herrsching und kehrte danach zu Haching München zurück. 2023 wechselte er zum Bundesliga-Aufsteiger Baden Volleys SSC Karlsruhe. Seit 2024 spielt Schumann wieder bei seinem Heimatverein TV 05 Waldgirmes in der Regionalliga.
Im Beachvolleyball spielte Schumann mit wechselnden Partnern einige kleinere Turniere.